# 坎德拉里塔區
坎德拉里塔區（西班牙語：Candelarita），是哥斯達黎加的一個區，位於該國中部聖何塞省，面積24.64平方公里，海拔高度824米，2010年人口1,436，人口密度每平方公里58.28人。